# أرشيف متروخين

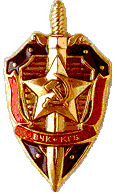

«أرشيف متروخين» عبارة عن مجموعة من الملاحظات المكتوبة بخط اليد التي أُعدَّت سراً من قِبل أمين أرشيف الاستخبارات السوفييتية (أو كي جي بي) فاسيلي متروخين، بعد ثلاثين عامًا من عمله كمسؤول في أرشيف كي جي بي في جهاز الاستخبارات الأجنبية والمديرية الرئيسية الأولى. وعندما انشق إلى المملكة المتحدة في عام 1992، أحضر الأرشيف معه.
كتب المؤرخ الرسمي للمكتب الخامس، كريستوفر أندرو، كتابين، السيف والدرع (1999) وكان العالم يسير على طريقنا: الكي جي بي والمعركة من أجل العالم الثالث (2005)، استنادًا إلى المواد في الأرشيف. تهدف الكتب إلى تقديم تفاصيل حول العديد من عمليات المخابرات السرية للاتحاد السوفيتي في جميع أنحاء العالم.
في يوليو 2014، أصدر مركز تشرشر الأرشيفي في كلية تشرشل مذكرات متروخين باللغة الروسية المحررة للبحث العام، وكان الأرشيف أكبر البيانات المتاحة على الإطلاق عن الكي جي بي. ولا تزال الملاحظات المكتوبة بخط اليد الأصلية من قبل فاسيلي متروخين سرية.

## التحقيقات بعد نشر الكتب
أثار نشر الكتب تحقيقات برلمانية في المملكة المتحدة وإيطاليا والهند.

### تحقيق المملكة المتحدة
بعد نشر الكتاب الأول (السيف والدرع، لأندرو ومتروخين، 1999) في المملكة المتحدة، أجرت لجنة الاستخبارات والأمن التابعة لمجلس العموم تحقيقًا. وقُدمت النتائج التي توصل إليها، «تقرير التحقيق في متروخين»، إلى البرلمان في يونيو 2000.
أعربت اللجنة عن قلقها من أن جهاز الاستخبارات البريطاني (المكتب السادس) كان يعرف أسماء بعض الجواسيس قبل نشر الكتاب بسنوات، لكنه اتخذ قرارًا، دون إبلاغ سلطات الادعاء المناسبة، بعدم مقاضاتهم. يعتقد أن هذا القرار كان على ضباط القانون اتخاذه، وليس جهاز الأمن والمخابرات. قابل متروخين مركز الدراسات الدولي. وقال لهم إنه لم يكن راضيًا عن الطريقة التي نُشر بها الكتاب، وشعر أنه لم يحقق ما قصده عند كتابة الملاحظات. وأعرب عن رغبته في أن يحتفظ «بالسيطرة الكاملة على معالجة مواده».
ذكر نظام المعلومات الاستراتيجي أنهم كانوا يقومون بتنقية فصول الولايات المتحدة مع وزارة الداخلية والنيابة العامة، كما طُلب منهم قبل نشر الكتاب، لكن وجدت اللجنة أنهم لم يقوموا بذلك.
بالإضافة إلى ذلك، اعتقد مركز الدراسات الدولي أن «القصص المضللة كان يُسمح بتوزيعها على نطاق واسع»، ووجدت اللجنة أن نظام المعلومات الاستراتيجي لم يعالج بشكل مناسب المنشور أو الأمور المتعلقة بوسائل الإعلام.

### تحقيق إيطاليا
في إيطاليا، أنشأ سيلفيو برلسكوني، الذي كان رئيسًا للوزراء في ذلك الوقت، لجنة متروخين في عام 2002 للتحقيق في المعلومات حول اتصالات الكي جي بي في إيطاليا المطالب بها في أرشيف متروخين. غير أنه حاول، بعد عدم تمكنه من التحقق من أي من المعلومات الواردة في الكتاب، استخدام اللجنة كأداة سياسية ضد أعضاء اليسار الإيطالي من خلال إعدادها.
انتهت لجنة متروخين بالوقوع في فضيحة، دون دليل على علاقة أي سياسي إيطالي. قال وزير إيطالي إن الأرشيف «ليس ملفًا من الكي جي بي، بل هو ملف عن الكي جي بي أنتجه عملاء مكافحة التجسس البريطانيين استنادًا إلى اعتراف وكيل سابق، إذا كان هناك عميل سابق، ومتروخين هو مجرد اسم رمزي لعملية للمكتب الخامس».

### تحقيق الهند
في الهند، طلب إل كريشنا أدفاني، زعيم بارز في حزب بهاراتيا جاناتا، من الحكومة ورقة بيضاء لتقديم دعاوى تشهير ضد كريستوفر أندرو. أشار المتحدث باسم حزب المؤتمر الهندي إلى الكتاب باعتباره «إثارة محضة لا تستند حتى إلى حقائق أو سجلات» وأشار إلى أن الكتاب لا يستند إلى سجلات رسمية من الاتحاد السوفييتي.

## أصل الملاحظات
بدأ فاسيلي نيكيتيتش متروخين مسيرته المهنية في البداية مع المديرية الرئيسية الأولى للاستخبارات السوفييتية (كي جي بي) في العمليات السرية. بعد خطاب نيكيتا خروتشوف السري، أصبح متروخين ينتقد نظام الاستخبارات السوفييتية الحالي، إذ نُقل من العمليات إلى الأرشيف.
على مر السنين، أُصيب متروخين بخيبة أمل متزايدة مع النظام السوفييتي، وخاصةً بعد قصص عن كفاح المعارضين وغزو حلف وارسو عام 1968 لتشيكوسلوفاكيا، ما أوصله إلى استنتاج أن النظام السوفييتي كان غير قابل للإصلاح.
بحلول أواخر الستينيات من القرن الماضي، أصبح مقر الكي جي بي في مبنى لوبيانكا مزدحمًا بشكل متزايد، وأذن رئيس الكي جي بي، يوري أندروبوف، ببناء مبنى جديد خارج موسكو في ياسينيفو، والذي كان سيصبح المقر الجديد للمديرية الرئيسية الأولى وجميع العمليات الخارجية.
عُيّنَ متروخين، الذي كان في ذلك الوقت رئيس قسم الأرشيف، من قبل مدير المديرية الرئيسية الأولى، فلاديمير كريوتشكوف، بمهمة فهرسة الوثائق والإشراف على نقلها بشكل منظم إلى المقر الجديد. استغرق نقل الأرشيف الهائل في النهاية أكثر من 12 عامًا، من 1972 إلى 1984.
أخذ متروخين سرًا دون علم كريوتشكوف والكي جي بي، أثناء فهرسة الوثائق، نسخته الخاصة وملاحظات تفصيلية هائلة عن الوثائق التي هربها إلى داشه وخبأها تحت ألواح الأرضية. لم يحاول متروخين بالاتصال بأي جهاز استخبارات غربي خلال الحقبة السوفييتية، بعد تفكك الاتحاد السوفييتي (في عام 1992) سافر إلى لاتفيا مع نسخ من مواد الأرشيف وذهب إلى السفارة الأمريكية في ريغا.
لم يعتبره ضباط وكالة الاستخبارات المركزية ذا مصداقية، وأشاروا إلى أن الوثائق المنسوخة يمكن أن تكون مزورة. ثم ذهب إلى السفارة البريطانية حيث رأى دبلوماسي شاب إمكاناته. بعد اجتماع آخر بعد شهر واحد مع ممثلي المكتب السادس، تبعت العمليات لاسترداد 25000 صفحة من الملفات المخبأة في منزله، والتي تغطي عمليات من وقت يعود إلى الثلاثينيات.

## محتوى الملاحظات
تشير الملاحظات في أرشيف متروخين أن أكثر من نصف أسلحة الاتحاد السوفييتي تستند إلى تصميمات أمريكية، وأن جهاز المخابرات السوفييتي استغل هاتف هنري كسنجر عندما كان وزيراً للخارجية الأمريكية، وكان لديه جواسيس في جميع مرافق مقاول الدفاع الأمريكي تقريبًا. تزعم الملاحظات أن حوالي 35 من كبار السياسيين في فرنسا عملوا لدى المخابرات السوفييتية أثناء الحرب الباردة.
في ألمانيا الغربية، قيل إن الكي جي بي تسللوا إلى الأحزاب السياسية الرئيسية والقضاء والشرطة. من المفترض أن تكون الاستعدادات التخريبية واسعة النطاق ضد الولايات المتحدة وكندا وأماكن أخرى في حالة الحرب، بما في ذلك مخابئ الأسلحة المخفية، وقد أُزيل أو دُمر العديد منها من قبل الشرطة التي اعتمدت على معلومات متروخين.